# Hydropsyche ancorapunctata
Hydropsyche ancorapunctata là một loài Trichoptera trong họ Hydropsychidae. Chúng phân bố ở miền Cổ bắc.